# NGC 632
NGC 632 è una galassia lenticolare situata nella costellazione dei Pesci, a una distanza di circa 138 milioni di anni luce dalla nostra Via Lattea.

## Scoperta
NGC 632 è stata scoperta il 24 settembre 1830 dall'astronomo britannico John Herschel.

## Descrizione
NGC 632 presenta una larga riga a 21 cm dell'idrogeno neutro. Viene considerata un incubatoio stellare, in quanto vi ha luogo una intensa formazione stellare. NGC 632 è una galassia il cui nucleo è molto brillante nell'ultravioletto. È inserita nel catalogo di Markarian con il codice Mrk 1002 (MK 1002).

## Supernova
Il 13 novembre 1998, all'interno di NGC 632 è stata scoperta la supernova SN 1998es da parte di E. Halderson, M. Modjaz, T. Shefler, J. Y. King, M. Papenkova, W. D. Li, R. R. Treffers e A. V. Filippenko nel corso del programma congiunto LOSS/KAIT (Lick Observatory Supernova Search dell'Osservatorio Lick e The Katzman Automatic Imaging Telescope dell'Università della California - Berkeley. La supernova era di tipo Ia-pec..

## Gruppo di NGC 645
NGC 632 è la galassia più brillante di un piccolo raggruppamento, il Gruppo di NGC 645, che contiene almeno cinque galassie situate nella costellazione dei Pesci. La distanza del centro di massa del gruppo dalla nostra Via Lattea è di circa 139 milioni di anni luce.
Le altre 4 galassie che fanno parte di questo gruppo sono: NGC 638, NGC 645, UGC 1137 e UGC 1172.
Le galassie NGC 632 e NGC 645 sono situate nella stessa regione di cielo a una distanza simile dalla nostra Via Lattea. Potrebbe pertanto trattarsi di una coppia di galassie interagenti.
Secondo E.L. Turner, le galassie NGC 631 e NGC 632 formano una coppia di galassie ravvicinate.. La distanza di Hubble di NGC 631 è molto più grande (78,7 ± 5,5 Mpc). Le due galassie formano pertanto solo una coppia visuale.